# Geovanis Cassiani
Francisco Geovanis Cassiani (Turbo, 10 januari 1970) is een voormalig profvoetballer uit Colombia. Hij speelde als verdediger.

## Clubcarrière
Cassiani begon zijn profcarrière in 1988 bij Atlético Nacional in Medellín. Vanaf 1993 kwam hij uit voor achtereenvolgens América de Cali, Deportes Tolima, Rosario Central en Envigado. Hij sloot zijn loopbaan in 2001 af bij Atlético Nacional.

## Interlandcarrière
Cassiani speelde zeven officiële interlands voor Colombia in de periode 1993-1997. Onder leiding van bondscoach Francisco Maturana maakte hij zijn debuut in de vriendschappelijke uitwedstrijd tegen Venezuela (0-0) op 24 februari 1993, net als Víctor Aristizábal, Mauricio Serna, Víctor Pacheco en Hernán Gaviria. Cassiani nam met Colombia onder meer deel aan het WK voetbal 1990, maar kwam daar niet in actie.
Ruim een half jaar voor zijn debuut in de A-selectie nam Cassiani met Colombia deel aan de Olympische Spelen in Barcelona (Spanje). Daar strandde de ploeg onder leiding van bondscoach Hernán Darío Gómez in de voorronde na nederlagen tegen de latere olympisch kampioen Spanje (0-4) en Egypte (3-4), en een gelijkspel tegen Qatar (1-1).

## Erelijst
Atlético Nacional
- Copa Libertadores

1989
- Copa Mustang

1991
- Copa Interamericana

1989